# Banda di fratelli
Banda di fratelli (titolo orig. Band of Brothers. E Company, 506th Regiment, 101st Airborne: From Normandy to Hitler's Eagle's Nest) è un saggio storico di Stephen Ambrose, pubblicato nel 1992: tratta le vicende occorse alla Compagnia Easy in Europa durante la seconda guerra mondiale. Pur seguendo l'andamento della battaglia, si concentra sulle vite dei soldati e di altre persone associate alla compagnia.

## Trama
Il saggio narra alcune delle azioni militari avvenute durante il secondo conflitto mondiale, analizzando i 1095 giorni (dal dicembre 1942 al luglio 1945) dei 147 soldati che hanno formato la Compagnia Easy del 506º Reggimento di Fanteria Paracadutista della 101ª Divisione Aviotrasportata. In modo particolare il libro si sofferma su addestramento, operazione militare e carriere post-belliche. La maggior parte dei paracadutisti erano volontari e ragazzi giovanissimi, senza né moglie né figli. Nel saggio vengono illustrati i momenti che hanno trasformato questi ragazzi in uomini, creando quel legame che durerà tutta la vita e li farà diventare una banda di fratelli, indivisibili.

## Adattamento
Il libro fu adattato nella miniserie televisiva Band of Brothers del 2001, prodotta da Tom Hanks e Steven Spielberg.

## Edizioni italiane
- Banda di fratelli, traduzione di Sergio Mancini, Collana I grandi libri d'azione n.11, Milano, Longanesi, 2000,  pp.408, ISBN 978-88-304-1803-5. - Collana Teadue, Milano, TEA, 2002, ISBN 978-88-502-0121-1; Collana Saggistica, TEA, 2010-2022.